# Geranium rotundifolium
La Sausana (Geranium rotundifolium) es una especie perteneciente a la familia de las geraniáceas.

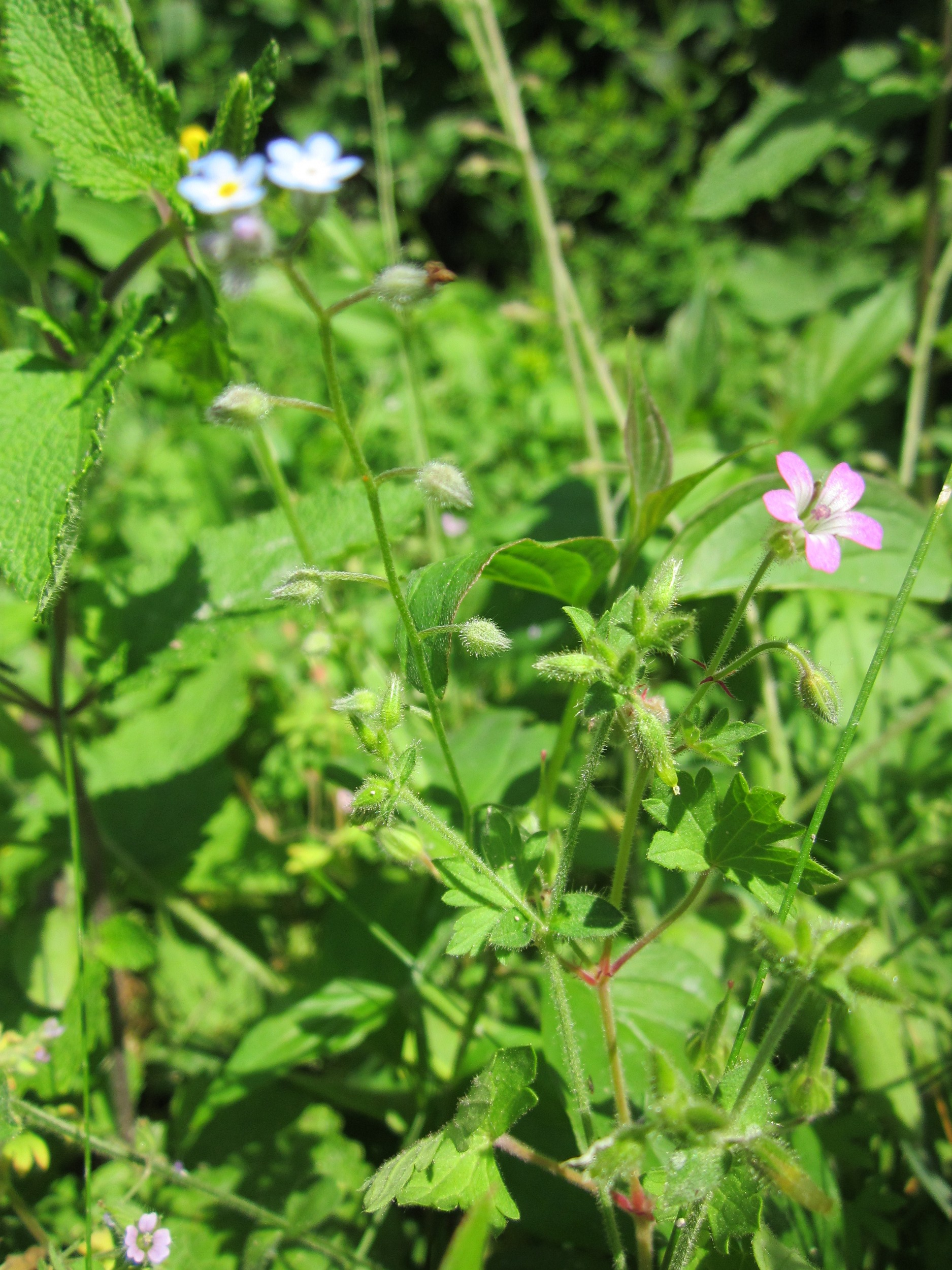
Vista de la planta

## Descripción
Tallos tendidos o casi, de 10-30 cm, con pelos suaves, casi siempre rojizos; hojas mate, redondeadas, verde ceniciento, con incisiones profundas y un puntito oscuro al final de las mismas, con arbillo largo peloso: flores en primavera y verano, características por sus 5 pétalos cortos y anchos de borde sin partir, redondeado.

## Distribución y hábitat
En gran parte de Europa, excepto Europa septentrional. En la península ibérica en Castilla y León. En paredes, zonas baldías, en zonas arenosas de encinares.

## Taxonomía
Geranium rotundifolium fue descrita por Carlos Linneo y publicado en Species Plantarum 2: 683. 1753.
Citología
Número de cromosomas de Geranium rotundifolium (Fam. Geraniaceae) y táxones infraespecíficos:  2n=26
Etimología
Geranium: nombre genérico que deriva del griego:  geranion, que significa "grulla", aludiendo a la apariencia del fruto, que recuerda al pico de esta ave.
rotundifolium: epíteto latino que significa "con las hojas redondas".
Sinonimia
- Geranium core Kostel.
- Geranium malvaceum Wahlenb.
- Geranium pinnatifidum Picard
- Geranium potentilloides Klotzsch
- Geranium propinquum Salisb.
- Geranium strictum Picard
- Geranium subrotundum Ehrh. ex Hoffm.
- Geranium viscidulum Fr.
- Geranium viscosum Gilib.[7]

## Nombre común
- Castellano: alfileres, geranio, geranio de hoja redonda, geranio segundo, geranio silvestre, pico de cigüeña, pico de cigüeña con hojas de malva, pico de cigüeña segundo.[8]